# Un fantasma in casa
Un fantasma in casa (We Have a Ghost) è un film del 2023 scritto e diretto da Christopher Landon.

## Trama
I Presley acquistano una casa economica e abbandonata. Kevin, il più giovane, registra un video di un fantasma in soffitta. Il fantasma è muto e non ricorda la sua vita passata. La maglietta del fantasma dice "Ernest", quindi Kevin lo chiama Ernest. Kevin è deciso ad aiutare Ernest a scoprire il suo passato, mentre suo padre Frank pubblica il video di Ernest su YouTube per diventare famoso.
Al liceo Kevin incontra la sua vicina Joy. Scoprono una foto di Ernest in posa con un Ernest S., il precedente proprietario della casa. Ernest ha dei flashback di sua figlia.
La scrittrice horror Dr. Leslie Monroe, che in precedenza gestiva un programma della CIA per catturare i fantasmi, irrompe nella casa di Presley per catturare Ernest insieme a diversi agenti dell'FBI, ma Kevin, Joy ed Ernest sono già partiti per trovare Ernest S. in Oklahoma. Ernest S. identifica il fantasma come Randy. Afferma che dopo la morte della moglie di Randy, Randy lasciò sua figlia June con Ernest S. e scomparve. La CIA arriva in Oklahoma e cattura Randy.
Randy ha un flashback in cui viene ucciso da Ernest S. e il dottor Monroe libera Randy. Nel frattempo, Ernest S. arriva a casa per uccidere Kevin, credendo che Kevin stia vendicando l'omicidio di Randy. Ernest S. rivela che sua moglie era sterile e hanno ucciso Randy per prendere June per conto proprio. Ernest S. insegue Kevin in soffitta, dove Frank affronta Ernest S. fuori dalla finestra. Kevin e Frank riuniscono Randy con June, e Randy si trasferisce nell'aldilà dopo un commovente addio con Kevin.
Kevin e Joy ora sono una coppia e i Presley si stanno preparando a trasferirsi in un'altra casa a 5 miglia di distanza. Prima di andarsene, Kevin e Joy stanno parlando in soffitta e lui le chiede se pensa che Randy possa ancora vederli ovunque si trovi. Dopo che Kevin ha lasciato la soffitta, una luce tremola nella soffitta, forse il modo di Randy di dire che può: addio e grazie.

## Produzione
Le riprese sono state effettuate in Illinois dal marzo 2022 al luglio dello stesso anno.

## Distribuzione
La pellicola è stata distribuita sulla piattaforma streaming Netflix il 24 febbraio 2023.

### Edizione italiana
Il doppiaggio italiano e la sonorizzazione sono stati eseguiti da Iyuno Italy, mentre i dialoghi sono a cura di Silvia Fornasiero e la direzione del doppiaggio è di Luigi Morville.

## Accoglienza

### Critica
Il film ha ottenuto il 64% delle recensioni professionali positive sul sito Rotten Tomatoes, con un voto medio di 6,7 su 10 basato su 500 critiche; su Metacritic ha ottenuto un punteggio totale di 54 su 100, mentre su CinemaScore un punteggio di 2,5 su 5.